# Варненский судостроительный завод

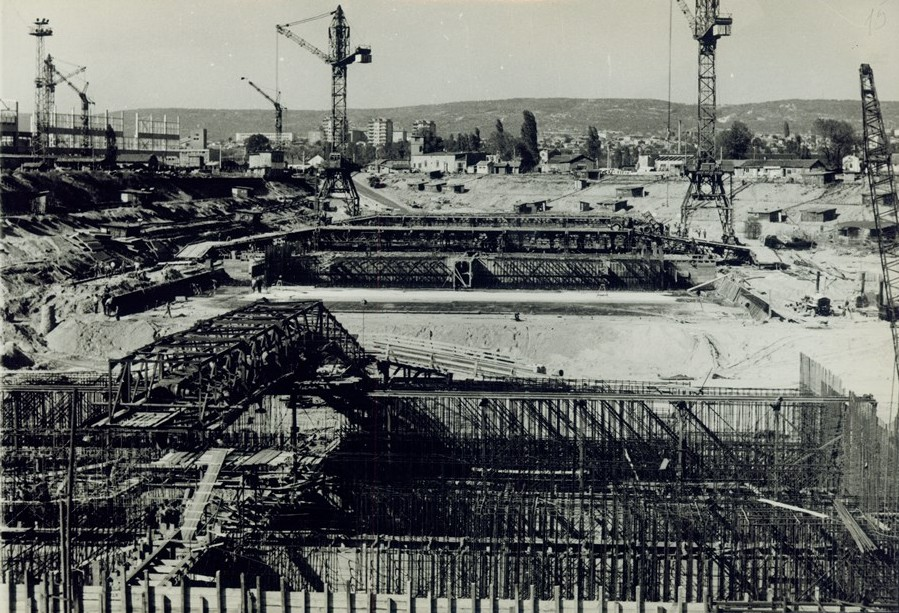
реконструкция Варненского судостроительного завода (1965 год)

Варненский судостроительный завод (болг. Варненска корабостроителница) — промышленное предприятие в городе Варна, крупнейшее предприятие судостроения Болгарии.

## История
История предприятия начинается в 1907 году, когда в порту Варны была создана судостроительная верфь (Варненската пристанищна работилница), первоначально выпускавшая только небольшие деревянные суда. После окончания Первой мировой войны положение предприятия осложнилось: в соответствии с Нейиским договором военно-морские силы Болгарии были сокращены, а необходимость выплаты репараций ограничивала возможности по строительству судов торгового флота и техническому перевооружению предприятия. В середине 1930х годов началась подготовка предприятия к строительству кораблей со стальным и железобетонным корпусом (первым из которых стал построенный в 1937 году пассажирский корабль "Галата" водоизмещением 21 тонн).
1 марта 1941 года Болгария присоединилась к Тройственному пакту. В дальнейшем, на этом предприятии был освоен ремонт железнодорожных вагонов и локомотивов.
В течение 1942 года здесь были построены буксир, малое пассажирское судно "Цар Иван Шишман" (водоизмещением 35 тонн) и 32-тонный катер "Инженер Минчев" (мобилизованный в состав болгарского военно-морского флота и в дальнейшем переоборудованный в катер-тральщик).
До сентября 1944 года предприятие являлось собственностью немецко-итальянского акционерного общества "Короловак".
Тем не менее, до окончания Второй мировой войны практически все работы на заводе выполняли вручную, оборудования не хватало - в конце 1944 года на заводе были только кузнечный цех и мастерские (в которых имелся единственный сверлильный станок).
В конце 1944 года началась реконструкция завода, в которой участвовали советские специалисты. В результате объединения Варненской судоверфи и нескольких мелких судостроительных и судоремонтных предприятий и мастерских был создан Варненский судостроительный завод им. Георгия Димитрова. На предприятии было установлено новое оборудование, проведена механизация производственных процессов. В созданном на заводе конструкторском бюро (которое возглавил инженер Рождественский) началось проектирование новых типов судов. Десять перспективных молодых специалистов прошли обучение в Ленинградском кораблестроительном институте (один из них в дальнейшем стал главным конструктором этого завода).
В 1951 году завод построил и спустил на воду 15 судов, в январе 1952 года завод завершил строительство и спустил на воду морское судно "Димитр Кондов" (которое стало вторым морским судном дальнего плавания, построенным на этом предприятии). В 1952 - 1955 гг. завод построил для военно-морских сил страны и гражданских организаций несколько 32-тонных катеров проекта 376 "Ярославец".
В сентябре 1955 года на заводе был введён в эксплуатацию первый в Болгарии сухой док, рабочие для которого прошли обучение в Севастополе, первым прошедшим здесь ремонт судном стал советский торговый пароход "Тула", в дальнейшем здесь ремонтировали другие болгарские и иностранные корабли.
Летом 1956 года завод был награждён орденом Трудового Красного Знамени.
К началу 1957 года по проектам Рождественского на заводе были построены пароход "Евксиновград", речное судно "Капитан Стойков", буксиры "Искр", "Рила" и "Пирин" и были начаты работы по проектированию танкеров.
В 1957 году завод впервые принял участие в международной выставке - на международной ярмарке в Лейпциге он представил проект 250-местного пассажирского корабля (строительство которого началось в 1957 году), грузовое судно водоизмещением 3200 тонн и плавучие дома.
В целом, в 1950 - 1957 гг. за семь лет темпы строительства увеличились в четыре раза, за это время здесь были построены свыше 150 судов. В 1967-1968 гг. предприятие было расширено, в эксплуатацию были введены корпусной цех, два дока и причальные стенки. К началу 1970х годов завод был крупнейшим предприятием города (на нём работали больше половины всех рабочих городских предприятий). Для нужд Болгарии и на экспорт завод строил морские и речные суда, буксиры, катера, плавмастерские, краны, рыбозаводы и танкеры, при этом предприятие освоило серийное производство судов типа "Варна" водоизмещением 3200 тонн, судов типа "София" (5000 тонн) и танкеров водоизмещением 4000 тонн.
Предприятие участвовало в программах научно-производственной кооперации стран СЭВ (так, в 1962 году именно здесь испытывали в условиях Чёрного моря новые краски для кораблей производства ПНР, ранее прошедшие испытания в условиях Балтийского моря на Гданьской судостроительной верфи).
В 1977 году заводом был построен и спущен на воду танкер "Хан Аспарух" водоизмещением 100 000 тонн.
В ноябре 1981 года на заводе было заложено первое судно-холодильник грузоподъёмностью 15 тыс. тонн. В январе 1982 года был спущен на воду сухогруз "Лиляна Димитрова".
По состоянию на начало 1986 года основной продукцией предприятия являлись морские и речные суда, буксиры, катеры и портовые краны.
На рубеже 1980х - 1990х годов было принято решение о приватизации завода, после чего государственное предприятие было преобразовано в акционерное общество.